# Észak-koreai férfi jégkorong-válogatott
Az észak-koreai férfi jégkorong-válogatott Észak-Korea nemzeti csapata, amelyet az Észak-koreai Jégkorongszövetség irányít. Első mérkőzésüket 1974. március 8-án játszották és csatlakoztak a nemzetközi mezőnyhöz, amikor részt vettek az 1974-es jégkorong-világbajnokságon. Legjobb eredményüket 1990-ben érték el, amikor a 21. helyen (5. hely a C csoportban) végeztek a világbajnokságon. 
2008-ban, 2010-ben és 2015-ben megnyerték a divízió III-as világbajnokságot. Több alkalommal is előfordult, hogy visszaléptek a részvételtől. 2020 és 2023 között egyetlen tornán sem vettek részt.  
Az észak-koreai válogatott tagja a divízió III mezőnyének, ahol a B csoportban szerepel.

## Eredmények

### Világbajnokság
1920 és 1968 között a téli olimpia minősült az az évi világbajnokságnak is.
- 1920-1973 – Nem vett részt
- 1974 – 22. hely (8. a C csoportban)
- 1975–1979 – Nem vett részt
- 1981 – 23. hely (7. a C csoportban)
- 1982 – Nem vett részt
- 1983 – 24. hely (8. a C csoportban)
- 1985 – 23. hely (7. a C csoportban)
- 1986 – 23. hely (7. a C csoportban)
- 1987 – 22. hely (6. a C csoportban)
- 1989 – 22. hely (6. a C csoportban)
- 1990 – 21. hely (5. a C csoportban)
- 1991 – 23. hely (7. a C csoportban)
- 1992 – 22. hely (2. a C1 csoportban)
- 1993 – 26. hely (6. a C csoportban)
- 1994–2001 – Nem vett részt
- 2002 – 41. hely (1. a Divízió II selejtezőben)
- 2003 – 35. hely (4. a Divízió II B csoportban)
- 2004 – 34. hely (3. a Divízió II B csoportban)
- 2005 – 34. hely (3. a Divízió II B csoportban)
- 2006 – 36. hely (4. a Divízió II B csoportban)
- 2007 – Visszalépett, lesorolták a divízió III-ba
- 2008 – 41. hely (1. a Divízió III-ban)
- 2009 – 39. hely (6. a Divízió II A csoportban)
- 2010 – 42. hely (1. a Divízió II B csoportban)
- 2011 – Visszalépett, lesorolták a divízió III-ba
- 2012 – 42. hely (2. a Divízió III-ban)
- 2013 – 42. hely (2. a Divízió III-ban)
- 2014 – 42. hely (2. a Divízió III-ban)
- 2015 – 41. hely (1. a Divízió III-ban)
- 2016 – 39. hely (5. a Divízió II/B csoportban)
- 2017 – 38. hely (4. a Divízió II/B csoportban)
- 2018 – 38. hely (4. a Divízió II/B csoportban)
- 2019 – 40. hely (6. a Divízió II/B csoportban)
- 2020 – Törölve a Covid19-pandémia miatt[1]
- 2021 – Törölve a Covid19-pandémia miatt[2]
- 2022 – Visszalépett a Covid19-pandémia miatt
- 2023 – Visszalépett, lesorolták a divízió III/B-be
- 2024 – 48. hely (2. a Divízió III/B csoportban)